# زومپانو
زومپانو (به ایتالیایی: Zumpano) یک کومونه در ایتالیا است که در استان کزنتزا واقع شده است.

## خصوصیات
زومپانو ۸ کیلومترمربع مساحت و ۲٬۰۵۳ نفر جمعیت دارد و ۴۲۹ متر بالاتر از سطح دریا واقع شده است.